# Luoding
Luoding léase Luó-Ding (en chino simplificado, 罗定市; pinyin, Luódìng shì) es un municipio bajo la administración directa de la ciudad-prefectura de Yunfu. Se ubica al oeste de la provincia de Cantón, en el sur de la República Popular China. Su área es de 2334 km² y su población total para 2018 fue cercana al millón de habitantes.

## Administración
El municipio de Luoding  se divide en 21 pueblos que se administran en 4 subdistrito y 17 poblados.